# Veine colique moyenne
La veine colique moyenne draine le côlon transverse. Elle se déplace dans le mésocôlon transverse avec son artère correspondante, l'artère colique moyenne, et se jette dans la veine mésentérique supérieure. 
C'est une veine inconstante.